# Frullania retusa
Frullania retusa là một loài Rêu trong họ Jubulaceae. Loài này được Mitt. mô tả khoa học đầu tiên năm 1861.